# Могол
Джу́лио Рапе́тти Мого́л (итал. Giulio Rapetti Mogol, род. 17 августа 1936 года, Милан) — один из самых известных итальянских поэтов-песенников, известный у широкой публики под псевдонимом Могол.
Почти всегда упоминается в связи с Лучо Баттисти, творческое сотрудничество с которым было долгим и успешным, хотя его вклад в итальянскую музыку необычайно велик и выходит за рамки этого союза. Начиная с шестидесятых годов по настоящее время тексты Могола пополняют репертуары многих итальянских исполнителей, среди которых Адриано Челентано, Джанни Моранди, Катерина Казелли, группа «Dik Dik» и многие другие.
30 ноября 2006 года указом министерства внутренних дел Италии поэту было дано право к собственному имени добавлять «Могол».

## Биография
Родился 17 августа 1936 года в Милане. Отец поэта, Мариано Рапетти, был влиятельным руководителем фирмы грамзаписи «Ricordi», которая возникла на базе фирмы «Ricordi Radio Record» или «RRR» для записи лёгкой музыки. Вместе с тем он был довольно успешным текстовиком в пятидесятых годах, писал под псевдонимом Калибри (итал. Calibri).
Молодой Джулио тоже сотрудничал с «RRR» в качестве рекламного работника, и именно тогда начал свою творческую деятельность. Его первыми успешными работами стали: «Al di là» (песня, исполненная Лучано Таджоли и Бэтти Куртис, в 1961 году побеждает на фестивале Сан-Ремо), и «Una lacrima sul viso» (с итал. — «Слеза на лице»), с которой Бобби Соло в 1964 году завоёвывает широкую известность. Перу Могола также принадлежит композиция «Il cielo in una stanza» (рус. Небо в комнате) Мины Маццини, вышедшая уже в 1960 году.
Кроме написания текстов на итальянском языке, Могол также занимался переводом англоязычных саундтреков фильмов и песен Боба Дилана.

## Сотрудничество с Лучо Баттисти
В 1965 году происходит ключевая встреча Могола с Лучо Баттисти, который тогда был простым парнем из Поджо-Бустоне, юным гитаристом группы «I Campioni» и автором музыки. Могол способствует своими текстами первым громким успехам Баттисти как автора таких композиций, как «29 settembre», позже доверенной группе «Equipe 84», также побуждает его к продюсированию песен «Sognando la California/Dolce di giorno», итальянская версия «California Dreamin’» группы «The Mamas & the Papas», и «Guardo te e vedo mio figlio/Senza luce», итальянская версия «A Whiter Shade Of Pale» группы «Procol Harum»; обе принесли группе «Dik Dik» большой успех в продажах.
В 1966 году Могол убеждает Баттисти самому исполнять свои песни. Интуиция итальянского «парольере», которая вынудила их ради этой цели одолеть протест со стороны «Ricordi», оказалось удачной, после того как Баттисти, после первых несмелых попыток, начиная с 1969 году получил успех как певец. В том же году он оставляет фирму грамзаписи, чтобы основать вместе с Баттисти другую — «Numero Uno», которая собрала под своей эгидой многих известных итальянских кантауторе.

## Сотрудничество с Адриано Челентано
Для Челентано Могол написал 60 песен, начиная с 1961 года.  Позже вместе с композитором Джанни Белла Могол принял участие в создании пяти альбомов певца и киноактёра Адриано Челентано. Первый альбом назывался Io non so parlar d’amore (вышел в 1999 году), последний — Dormi amore, la situazione non è buona (вышел в 2007 году). Одна из самых известных песен этого творческого трио — «Confessa» из альбома Per sempre — до сих пор пользуется большой популярностью.
В 2009 году между Челентано и Моголом произошла размолвка, и они прекратили сотрудничать — в 2011 году вышел очередной альбом Челентано Facciamo finta che sia vero, который был записан уже без участия Могола и Джанни Белла.

## Гражданская деятельность
Могол также известен как человек, который дал жизнь футбольной Национальной сборной итальянских певцов (основана 10 октября 1975 года вместе с Джанни Моранди, Паоло Менголи и Клаудио Бальони), которая соревнуется с благотворительной целью по всей Италии, а также как тот, кто дал возможность реализоваться в полях Умбрии, в Тосколано, Тосколанского Европейского Центра (Centro Europeo Toscolano — CET), самой современной школе авторов, музыкантов и певцов.
За Национальную сборную певцов Могол сыграл 279 игр и забил 33 гола.

## Личная жизнь
У Могола четверо детей: от первой жены — Марио, Альфредо (тоже песенник, известный под псевдонимом Кеопе (итал. Cheope), писал для Лауры Паузини), и Каролина, в то время как четвёртый, Франческо, родился в результате отношений с художницей и поэтессой Габриэллой Марацци.

## Премия Могола
В 2008 году регион Валле-д’Аоста основал премию имени Могола, которая вручается автору наилучшего музыкального текста года, написанного на итальянском языке. В жюри присутствует и сам Могол.